# نزيه رزق
نزيه جرجس رزق (مواليد 10 فبراير 1960) هو مصور مصري.

## حياته
ولد في 10 فبراير سنه 1960 في حي شبرا بمدينة القاهرة وفقد بصره في 13 أكتوبر 1976 وحصل على الثانويه العامه 1979 وحصل على ليسانس الاجتماع 1983 وسافر إلى الخارج للعلاج في لندن في أكتوبر 1977 ثم عاد إلى مصر ليكمل دراسته ثم بدأ الاعلام المحلي والدولي بالتعرف علي الفنان نزية رزق سنة 1985 وأول معرض أفتتح برعاية جريدة الاهرام وكاريتاس مصر في المركز الثقافي الفرنسي 10 يوليو عام 1987 ثم سافر إلى الولايات المتحدة الامريكية كسفيرا لمصر في فن التصوير الفوتوغرافي  ليعرض أعماله سنه 1988 في شهر أبريل ممثلا مصر في مهرجانات الفيري سبيشيال آرت بإعتباره أول فنان كفيف في فن التصوير الفوتوغرافي في العالم.
وبعدما طاف في الولايات المتحدة الأمريكية في أكثر من 45 ولاية لعرض فنه استقر به المقام في ولاية نبراسكا بالولايات المتحده لتكون مقر لحياته الخاصة والاسريه وتزوج من السيده تريزا نظير عبد السيد في 14 يونيو 1992 وانجب طفلته سوزان في 16 مارس 1994 يتردد الفنان على مصر سنويا متمسكا بالوطن الأم والأهل والأحباء وليعرض أعماله الفنيه التي تطلبها القاعات الكبرى في مصر (قاعه المركز الثقافى الفرنسى- قاعة جريده الأهرام – قاعه نقابه الصحفيين – قاعه جامعه 6 اكتوبر) وفي نفس الوقت يطوف بفنه في أكثر من دولة في العالم.
يمارس فن التصوير بكل الحب وقد احاطه المتذوقون ومحبى فنه في كل مكان كما رعته الجهات المصريه الرسميه والدبلوماسية وهو دائم الامتنان لكافه الايدى التي امتدت لمساعدته واحترام ابداعه.

## تحديات الإعاقة وشهرته كأول مصور كفيف بالعالم
أجريت له العديد من العمليات في مصر ولندن وبائت كلها بالفشل، فكان عليه أن يواجه حياته كفيفًا، واتجه للدراسة بأسلوب المكفوفين في مركز الرعاية لتوجيه المكفوفين بالزيتون وتعلم طريقة برايل للقراءة عربي وإنجليزى خلال أسبوع وحصل على الثانوية العامة 1979م، والتحق بالجامعة وهذه المرحلة كانت مرحلة دراسة الكاميرا وتشغيل الحواس وتوجيهها نحو أستخدامها الأمثل ثم علي ليسانس الآداب قسم الاجتماع 1983، والماجستير في علم الاجتماع.
بدأ نزيه رزق تعلّم التصوير، ومع الممارسة والاعتماد على حواس السمع واللمس بدأ يرى المشهد ويقيس أبعاده بحواسه، وقد يستغرق منه هذا أياماً وربما شهوراً. ومع الوقت بدأ يخرج صوراً فنية مبدعة.
بعد ذلك رشحته وزارة الشئون الاجتماعية للسفر إلى أمريكا وحصل على جوائز عدة، وتمت دعوته لإلقاء محاضرات في الجامعات عن التصوير.
وتعتمد تلك النظرية علي استخدام حواس الإنسان وتدريبها علي الإبداع، وعند التقاط الصورة يكون مع نزيه شخص آخر ليصف له المكان وكل الزوايا والمناظر من حوله، وبعدها يختار الزاوية التي يلتقط منها الصورة حسب التصور الخيالي الذي يضعه للمنظر، وقد يستغرق ذلك الكثير من الوقت، فالمنظر الواحد قد يأخذ أيامًا وأحيانًا شهورًا.
يقول نزيه: كل صورة تعتمد علي حاسة أو أكثر، فهناك صورة تعتمد علي السمع فقط، وهناك صورة تعتمد علي الإحساس بالحرارة والجو وغيرها وبعد كل صورة أسجل ملاحظاتي علي اللقطة وأحاول تطبيقها علي خيالي السابق للمنظر، وأبحث عن التوافق بينهما، لأعرف عيب الصورة. ومن إبداعات «رزق» صور رائعة لجبال البحر الأحمر، طائرة في الجو، تمثال الحرية، نيل القاهرة، بوابة بروكلين، البرلمان الإنجليزي، شلالات نياجرا، والآن ما يقرب من مائة معرض بين إنجلترا والولايات المتحدة الأمريكية ومصر ودول أخري، هي حصيلة المصور الفوتوغرافي العالمي نزيه جرجس رزق، وهو أول مصري كفيف استطاع أن يتحدي إعاقته ويستغل ثروته من الحواس الأخري، ويخلق لنفسه حالة فريدة تثير دهشة وإعجاب كل من يطلع علي فنه.

## إنشائه لمؤسسة تكفيك نعمتي
تأسست تكفيك نعمتي على رؤية رجل واحد أراد مساعدة المعاقين والأقل حظًا. رجل يفهم عقبات ومخاطر عيش حياة معاق، سواء كانت جسدية أو عقلية. الرجل الذي.كانت رؤيته أبعد من مملكته الجسدية لأنه كفيف – هو الدكتور نزيه رزق.
في عام 2012 تأسست تكفيك نعمتي في أمريكا كمؤسسة غير هادفة للربح في الخدمات الإعلامية – تحت 501C3 (دائرة الإيرادات الداخلية) تخدم المعاقين في الشرق الأوسط.
تكفيك نعمتي مصر “مؤسسة خدمية مشهرة برقم 11028” تحت إشراف وزارة التضامن الاجتماعي، لتقديم نفس الخدمات لجميع الأشخاص من ذوي الإعاقة في المنطقة.
تم تشكيل تكفيك نعمتي سابقاً من قبل مجموعة من المعاقيين بهدف خدمة المعاقين ودعمهم. لقد أسسوا المؤسسة بجهودهم الخاصة وتمويلهم ومهاراتهم. لقد كانت لديهم ثقة كاملة بقدراتهم وتصميمهم الذي منحهم الأمل والطموح الذي تجلى في نتائجهم الاستثنائية.
و مهمة المؤسسة هي خدمة المعاقين (وسائل النقل، طبياً، الوعي الأسري، مشاريع التنمية، النوادي الترفيهية، فنياً) في الولايات المتحدة والشرق الأوسط، دون الإشارة إلى اللون أو الجنس أو العرق أو الدين وتمهيد الطريق لهم لاستكشاف كل هذه المجالات. تكفيك نعمتي تتصدى لأي شخص أو مؤسسة تستغل الأشخاص ذوي الإعاقة، بدلاً من تقديم الخدمات اللازمة لهم وتهدف المؤسسة لخدمة جميع أنواع المعاقين وتوسيع الخدمة في جميع أنحاء العالم، ورفع وعيهم وإبراز مشاكلهم للمجتمع ودمجهم في المجتمع.

## تآسيسه لقناة فضائية خاصة بذوي الهمم
و بسبب حب الدكتور نزيه رزق للإعلام بصفته مصور فكر في تآسيس قناة ناطقة باللغة العربية وآيضاً بلغة الإشارة لخدمة ذوي الهمم وضعاف السمع وكل اصحاب الاعاقات الجسدية والذهنية بعنوان " تكفيك نعمتي " وهو الاسم الذي إختاره كإقتباس من الكتاب المقدس «تَكْفِيكَ نِعْمَتِي، لأَنَّ قُوَّتِي فِي الضَّعْفِ تُكْمَلُ». فَبِكُلِّ سُرُورٍ أَفْتَخِرُ بِالْحَرِيِّ فِي ضَعَفَاتِي، لِكَيْ تَحِلَّ عَلَيَّ قُوَّةُ الْمَسِيحِ." (2 كو 12: 9).
فأطلقت القناة في عام 2012 باسم «تكفيك نعمتي - TNTV» وأنشئ مقرها الرئيسي في كاليفورنيا - الولايات المتحدة الأمريكية في نفس العام، ثم أسس فرعها الثاني بالقاهرة - مصر عام 2013 لتخدم ذوي الاحتياجات الخاصة في كل انحاء العالم وخصوصا الشرق الاوسط وأمريكا وأستراليا حيث تبث القناة على القمر الأمريكي والقمر الآسترالي وآيضاً تبث للشرق الأوسط عن طريق موقعها على الانترنت واجهزة الاستقبال من خلال شبكات الإنترنت.

## الجوائز الحاصل عليها
هو ثاني شخص في جمهورية مصر العربية حصل على ميدالية كينيدي الذهبية من مركز كينيدي للفنون من واشنطن العاصمة، بعد الرئيس الراحل أنور السادات.
كما أنه حاصل على العديد من الجوائز من جميع أنحاء العالم بالإضافة إلى مفاتيح المدن العالمية منها الميدالية الذهبية لصحيفة الأهرام عام 1995 والميدلية الفضية لمركز كنائس الشرق الأوسط.

## تأسيسه مدرسة تكنولوچيا الحواس
الفنان الدكتور نزيه رزق أول من أسس مدرسة التكنولوجيا الحواس في العالم؛ ولديه طلاب من عدة دول من بينها فرنسا والسويد وألمانيا وإيطاليا وأيرلندا وأمريكا وأستراليا. وهو أول محاضر يعلم كيفية استخدام الحواس المتبقية دون بصر للمكفوفين وغير المكفوفين.
تشرح كتاباته الأكاديمية الخاصة في مجال تكنولوجيا الحواس وتعلم كيف يمكن لأي شخص استخدام الكاميرا بدون العين المجردة والوصول إلى الاحتراف وسرعة التقاط الصورة وأيضًا التمييز في تكوين اللوحة.
إنه من الذين عاشوا وعانوا من هذه المشاكل، لذلك تحركت مشاعره لتغيير هذه التجارب المؤلمة والتفكير في ما يمكن أن يفعله مع أولئك مثله. الذين  من ذوي الإعاقات وتم تصنيفهم على أنهم معاقون جسدياً

## حصوله على درجة الدكتوراه
حاز الفنان نزيه رزق شهرة دولية كبيرة وتقديرا عالميا لابتكاره ما يسمي التصوير بالحواس وهو أمر غير مسبوق أخذ عنه درجة الدكتوراه من أمريكا عام 2001

## يوم الدكتور نزيه رزق
في 7 أبريل من كل عام، تحتفل مدينة أسيكا في ولاية نيويورك بيوم الدكتور نزيه رزق تقديرًا لفنه وموهبته.